# Ökenspridning

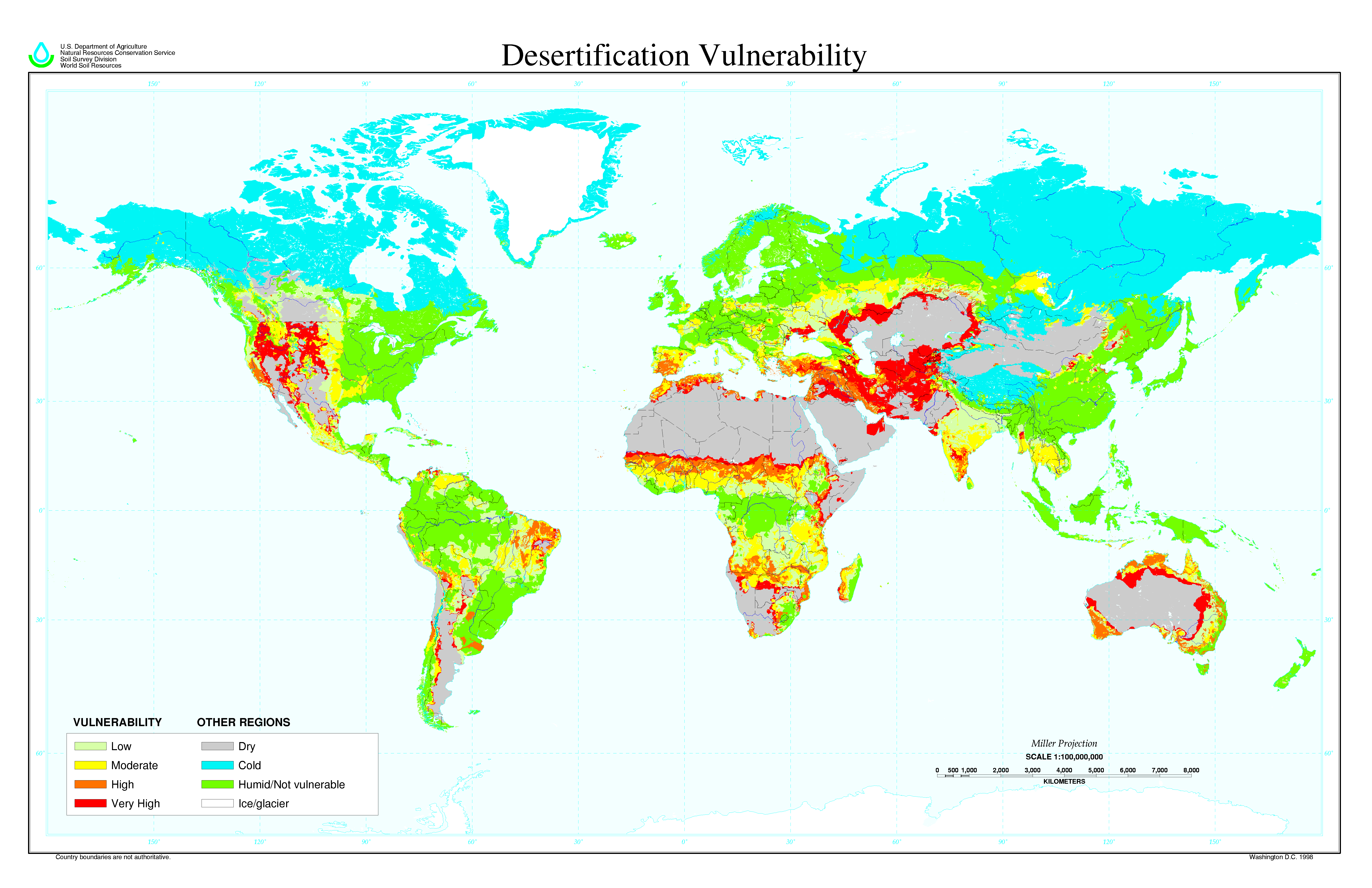
Karta över områden sårbara för ökenspridning.

Ökenspridning är utvidgning av redan existerande öknar eller uppkomst av nya öknar. Ökenspridning är en typ av jordförstöring där relativt torra områden blir allt torrare. Typiskt är att vattendrag försvinner, såväl som vegetation och djurliv. Det orsakas av en rad faktorer, som klimatförändringar och mänskliga aktiviteter som överexploatering av jordar.
Ökenspridning är inte ett nytt fenomen. För 4200 år sedan gick Akkadiska imperiet i Mesopotamien under på grund av svår torka vilket gav upphov till ökenspridning, i det område som idag motsvaras av södra Turkiet, Syrien och Irak.

## Orsaker till ökenspridning
Forskning kring ökenspridning etablerades på 1960-talet och ökenspridningen omtalades då som ett allvarligt hot mot mänskligheten, men senare forskning med bland annat satellitobservationer har i viss mån modererat bilden.
Ökenspridning definieras av FN som "markförstöring i arida, semiarida och torra subhumida områden orsakad av olika faktorer, inklusive klimatvariationer och mänskliga aktiviteter". Ökenspridningen bidrar till försämrade levnadsförutsättningar för dem som lever i dessa områden eftersom tillgång till vatten minskar, vilket gör att marken blir obrukbar.

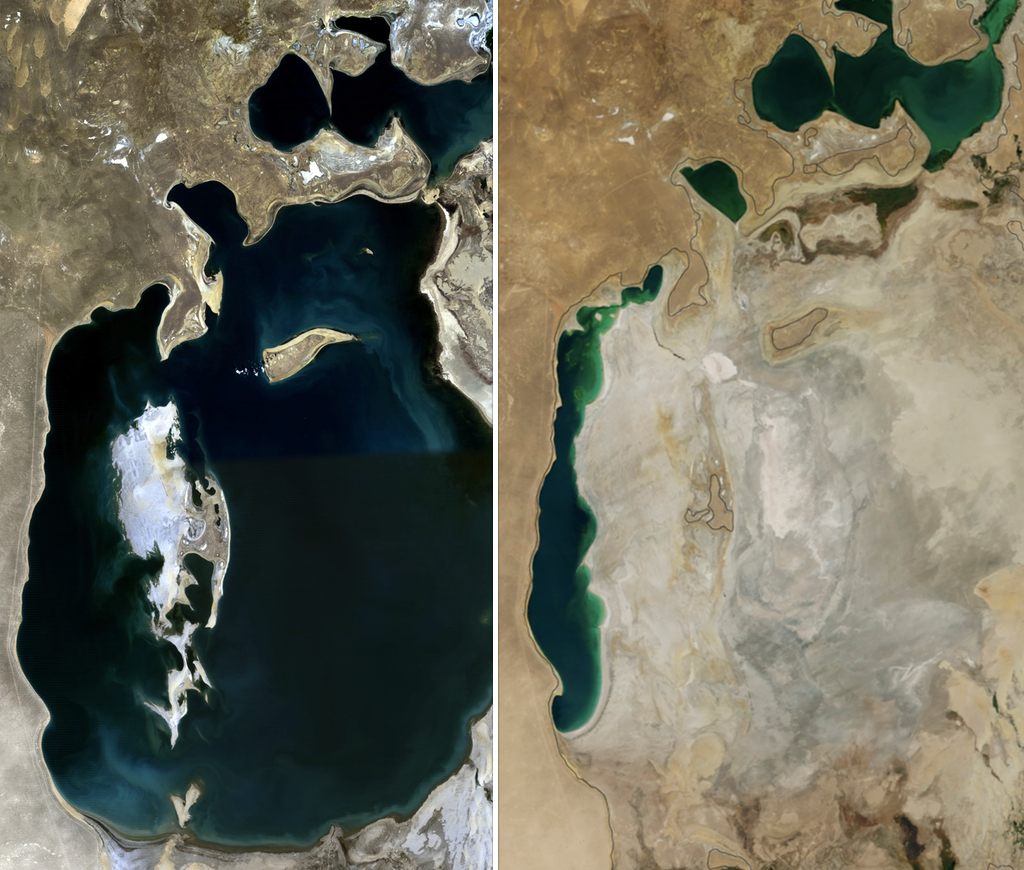
Aralsjöns försvinnande på grund av konstbevattning. Aralsjön 1989 (vänster) och 2014 (höger).

Ett förändrat klimat med mindre regnmängder kan öka öknens utbredning eftersom växtligheten inte får tillräckligt med vatten alternativt inte kan tillgodogöra sig befintligt regn. Detta kan inträffa i både varma och kalla områden om nederbörden (regnmängden) blir för liten eller miljön skadas så att nederbörden avdunstar innan den tagits upp av marken. Många studier indikerar att växthuseffekten, och ett globalt varmare klimat kommer att få ökenspridningen att öka i torra områden.
Människan har en direkt påverkan på ökenspridning genom skövling av skog, vilket till exempel inträffar i Kina, och tappning av sjöar till konstbevattning, vilket bland annat har skett med Aralsjön. Överbetning av boskap har länge pekats ut som orsak till ökenspridning.
Det finns även studier som ifrågasätter i vilken utsträckning ökenspridning sker, samt att mer koldioxid i luften ger plantorna ett större intag av koldioxid som då behöver färre klyvöppningar vilket minskar avdunstningen av växtens vatten. Den ökenspridning som observerats i exempelvis Sahel och Kalifornien förklaras då utifrån lokala tidsbegränsade klimatförändringar, med torka som följd.

## Åtgärder mot ökenspridning
Åtgärderna mot ökenspridning består i ett avpassat skogs- och jordbruk som bevarar och befrämjar vegetationstäcket.